# Honda XL 650 Transalp
La Honda XL 650 Transalp è un motociclo prodotto dalla casa motociclistica giapponese Honda dal 2000 al 2006.

## Descrizione e contesto
La moto è una cosiddetta "enduro da viaggio", dotata di un propulsore bicilindrico a "V" dalla cilindrata di 647 cm³ condiviso con la contemporanea Honda Deauville. La moto sostituisce la Transalp XL 600V in vendita dal 1991 al 1999, a sua volta derivata dalla Transalp 600V in vendita dal 1987 al 1991.

## Storia

### Prima serie 2000-2004
La prima serie della Transalp 650, denominata Honda XL 650V Transalp, venne lanciata nel 2000 per sostituire la versione aggiornata della 600. La produzione rimase presso lo stabilimento Honda di Atessa in provincia di Chieti. Un aggiornamento estetico vede una maggiore attenzione all'aerodinamica ed alla ergonomia del pilota che riceve più spazio per le gambe, soprattutto per i guidatori più alti. Dal punto di vista tecnico, rispetto alla versione precedente la moto, oltre all'aumento di cilindrata, riceve 5 cavalli in più, la coppia passa a 54 N⋅m a 5,500 giri. Le sospensioni vengono redisegnate per un utilizzo più stradale, lo scarico aggiornato ottenendo l'omologazione antinquinamento Euro 1, la capacità del serbatoio viene incrementata di 1 litro ed il peso totale è ridotto di 4 kg. Dal punto di vista delle dotazioni il cruscotto viene ridisegnato ed ottiene l'indicatore della quantità di carburante e l'orologio digitale nel quadro strumenti.
La moto viene offerta in 5 nuove colorazioni: nera, grigia, rossa, blu e verde chiaro.

### Restyling 2005-2006
Nel 2005 viene lanciato un restyling accompagnato ad un lieve cambio di nome che diventa XLV 650 Transalp. Tecnicamente l'unica modifica sostanziale riguarda il passaggio alla classe di inquinamento Euro 2. Le modifiche più importanti riguardano il lato estetico con i nuovi terminali di scarico, i cerchi neri, le frecce anteriori bianche, il cupolino fumè, la sella bicolore e nuove grafiche adesive. Il modello rimane in produzione fino alla fine del 2007 venendo poi sostituito alla fine di quell'anno dalla Transalp XL 700V che introduce, tra le altre cose, l'iniezione elettronica, rendendo la XL 650 l'ultima Transalp a carburatori.
La palette di colori viene aggiornata perdendo il colore verde chiaro e raddoppiando l'offerta di rossi, entrambi di tonalità differente dal precedente.

## Caratteristiche tecniche
| Caratteristiche tecniche - Honda XL650V Transalp - 2000                                                       | Caratteristiche tecniche - Honda XL650V Transalp - 2000 | Caratteristiche tecniche - Honda XL650V Transalp - 2000 | Caratteristiche tecniche - Honda XL650V Transalp - 2000 | Caratteristiche tecniche - Honda XL650V Transalp - 2000 | Caratteristiche tecniche - Honda XL650V Transalp - 2000 |
| --- | --- | --- | --- | --- | --- |
| | | | | | |
| Dimensioni e pesi                                                                                             | | | | | |
| Ingombri (lungh.×largh.×alt.)                                                                                 | 2260 × 920 × 1315 mm | 2260 × 920 × 1315 mm | 2260 × 920 × 1315 mm | 2260 × 920 × 1315 mm | 2260 × 920 × 1315 mm |
| Altezze | Sella: 843 mm - Minima da terra: 200 mm | Sella: 843 mm - Minima da terra: 200 mm | Sella: 843 mm - Minima da terra: 200 mm | Sella: 843 mm - Minima da terra: 200 mm | Sella: 843 mm - Minima da terra: 200 mm |
| Interasse: 1505 mm                                                                                            | Interasse: 1505 mm | Massa a vuoto: 201 kg | Massa a vuoto: 201 kg | Serbatoio: 19 l | Serbatoio: 19 l |
| Meccanica | | | | | |
| Tipo motore: bicilindrico a V longitudinale quattro tempi                                                     | Tipo motore: bicilindrico a V longitudinale quattro tempi | Tipo motore: bicilindrico a V longitudinale quattro tempi | Tipo motore: bicilindrico a V longitudinale quattro tempi | Raffreddamento: a liquido | Raffreddamento: a liquido |
| Cilindrata | 647 cm³ (Alesaggio 79 × Corsa 66 mm) | 647 cm³ (Alesaggio 79 × Corsa 66 mm) | 647 cm³ (Alesaggio 79 × Corsa 66 mm) | 647 cm³ (Alesaggio 79 × Corsa 66 mm) | 647 cm³ (Alesaggio 79 × Corsa 66 mm) |
| Distribuzione: monoalbero comandata da catena Morse e 3 valvole per cilindro (2 di aspirazione, 1 di scarico) | Distribuzione: monoalbero comandata da catena Morse e 3 valvole per cilindro (2 di aspirazione, 1 di scarico)                                                             | Distribuzione: monoalbero comandata da catena Morse e 3 valvole per cilindro (2 di aspirazione, 1 di scarico)                                                             | Alimentazione: due carburatori Keihin CV 34 a depressione con sensore di apertura                                                                                         | Alimentazione: due carburatori Keihin CV 34 a depressione con sensore di apertura                                                                                         | Alimentazione: due carburatori Keihin CV 34 a depressione con sensore di apertura                                                                                         |
| Potenza: 53 CV a 7.500 giri/min                                                                               | Potenza: 53 CV a 7.500 giri/min | Coppia: 5,73 kgm (56,2 Nm) a 5.500 giri/min | Coppia: 5,73 kgm (56,2 Nm) a 5.500 giri/min | Rapporto di compressione: 9,2:1 | Rapporto di compressione: 9,2:1 |
| Frizione: multidisco in bagno d'olio a comando meccanico                                                      | Frizione: multidisco in bagno d'olio a comando meccanico | Frizione: multidisco in bagno d'olio a comando meccanico | Cambio: 5 marce a pedale con ingranaggi sempre in presa | Cambio: 5 marce a pedale con ingranaggi sempre in presa | Cambio: 5 marce a pedale con ingranaggi sempre in presa |
| Accensione | elettronica CDI a transistor, due candele per cilindro | elettronica CDI a transistor, due candele per cilindro | elettronica CDI a transistor, due candele per cilindro | elettronica CDI a transistor, due candele per cilindro | elettronica CDI a transistor, due candele per cilindro |
| Trasmissione                                                                                                  | primaria a ingranaggi a denti dritti; secondaria a catena | primaria a ingranaggi a denti dritti; secondaria a catena | primaria a ingranaggi a denti dritti; secondaria a catena | primaria a ingranaggi a denti dritti; secondaria a catena | primaria a ingranaggi a denti dritti; secondaria a catena |
| Avviamento | elettrico | elettrico | elettrico | elettrico | elettrico |
| Ciclistica | | | | | |
| Telaio | doppio trave superiore in tubi rettangolari d'acciaio e monoculla sdoppiata in tubi a sezione tonda                                                                       | doppio trave superiore in tubi rettangolari d'acciaio e monoculla sdoppiata in tubi a sezione tonda                                                                       | doppio trave superiore in tubi rettangolari d'acciaio e monoculla sdoppiata in tubi a sezione tonda                                                                       | doppio trave superiore in tubi rettangolari d'acciaio e monoculla sdoppiata in tubi a sezione tonda                                                                       | doppio trave superiore in tubi rettangolari d'acciaio e monoculla sdoppiata in tubi a sezione tonda                                                                       |
| Sospensioni                                                                                                   | Anteriore: forcella teleidraulica con steli da 41 mm / Posteriore: forcellone oscillante e monoammortizzatore teleidraulico regolabile nel precarico (sistema "Pro-Link") | Anteriore: forcella teleidraulica con steli da 41 mm / Posteriore: forcellone oscillante e monoammortizzatore teleidraulico regolabile nel precarico (sistema "Pro-Link") | Anteriore: forcella teleidraulica con steli da 41 mm / Posteriore: forcellone oscillante e monoammortizzatore teleidraulico regolabile nel precarico (sistema "Pro-Link") | Anteriore: forcella teleidraulica con steli da 41 mm / Posteriore: forcellone oscillante e monoammortizzatore teleidraulico regolabile nel precarico (sistema "Pro-Link") | Anteriore: forcella teleidraulica con steli da 41 mm / Posteriore: forcellone oscillante e monoammortizzatore teleidraulico regolabile nel precarico (sistema "Pro-Link") |
| Freni | Anteriore: Doppio disco, diametro 256 mm / Posteriore: a disco, diametro 240 mm                                                                                           | Anteriore: Doppio disco, diametro 256 mm / Posteriore: a disco, diametro 240 mm                                                                                           | Anteriore: Doppio disco, diametro 256 mm / Posteriore: a disco, diametro 240 mm                                                                                           | Anteriore: Doppio disco, diametro 256 mm / Posteriore: a disco, diametro 240 mm                                                                                           | Anteriore: Doppio disco, diametro 256 mm / Posteriore: a disco, diametro 240 mm                                                                                           |
| Pneumatici | Dunlop, Bridgestone o Yokohama, anteriore: 90/90-21; posteriore: 120/90-17 (entrambi con camera d'aria)                                                                   | Dunlop, Bridgestone o Yokohama, anteriore: 90/90-21; posteriore: 120/90-17 (entrambi con camera d'aria)                                                                   | Dunlop, Bridgestone o Yokohama, anteriore: 90/90-21; posteriore: 120/90-17 (entrambi con camera d'aria)                                                                   | Dunlop, Bridgestone o Yokohama, anteriore: 90/90-21; posteriore: 120/90-17 (entrambi con camera d'aria)                                                                   | Dunlop, Bridgestone o Yokohama, anteriore: 90/90-21; posteriore: 120/90-17 (entrambi con camera d'aria)                                                                   |
| Prestazioni dichiarate                                                                                        | | | | | |
| Velocità massima                                                                                              | 170 km/h | 170 km/h | 170 km/h | 170 km/h | 170 km/h |
| Altro | | | | | |
| Dati rilevati da Motociclismo:                                                                                | | | | | |
| Fonte dei dati:                                                                                               | | | | | |